# Numero duale
In algebra lineare, i numeri duali sono un'estensione dei numeri reali, introdotti nel XIX secolo da William Clifford, ottenuta aggiungendo a essi un elemento caratterizzato dalla proprietà di essere nilpotente, ovvero tale che il suo quadrato è pari a zero. I numeri duali, nonostante non possiedano le proprietà di un campo, costituiscono un insieme con proprietà complementari a quelle dei numeri complessi. Essi trovano diverse applicazioni in fisica, sia nelle teorie classiche, sia in quelle riguardanti la relatività einsteiniana e la fisica delle particelle.

## Algebra dei numeri duali
Indicato con {\displaystyle \varepsilon } l'elemento nilpotente, ogni numero duale può quindi essere scritto nella forma:
{\displaystyle z=a+b\varepsilon },
dove {\displaystyle a} e {\displaystyle b} sono numeri reali, e vale la relazione
{\displaystyle \varepsilon ^{2}=0}.
L'elemento {\displaystyle \varepsilon } ha una funzione analoga all'unità immaginaria dei numeri complessi, e spesso viene definito anch'esso unità immaginaria.
In generale, è possibile eseguire le normali operazioni algebriche sui numeri duali, considerando {\displaystyle \varepsilon } come una variabile e avendo cura di sostituire {\displaystyle \varepsilon ^{n}} con 0 quando {\displaystyle n\geq 2}. È così possibile calcolare la somma e il prodotto di due numeri duali {\displaystyle z_{1}=a_{1}+b_{1}\varepsilon } e {\displaystyle z_{2}=a_{2}+b_{2}\varepsilon }:
{\displaystyle {\begin{matrix}z_{1}+z_{2}&=&\left(a_{1}+a_{2}\right)+\left(b_{1}+b_{2}\right)\varepsilon \\z_{1}z_{2}&=&\left(a_{1}a_{2}\right)+\left(a_{1}b_{2}+a_{2}b_{1}\right)\varepsilon .\end{matrix}}}
Con le operazioni sopra descritte, i numeri duali formano un'algebra associativa e commutativa dotata di unità.

### Divisione
L'operazione di divisione tra due numeri duali è definita come moltiplicazione per l'inverso moltiplicativo del divisore; analogamente ai numeri complessi, è possibile eseguire la divisione moltiplicando dividendo e divisore per il coniugato del divisore:
{\displaystyle {\frac {a+b\varepsilon }{c+d\varepsilon }}={\frac {(a+b\varepsilon )(c-d\varepsilon )}{(c+d\varepsilon )(c-d\varepsilon )}}={\frac {ac-ad\varepsilon +cb\varepsilon -bd\varepsilon ^{2}}{(c^{2}+cd\varepsilon -cd\varepsilon -d^{2}\varepsilon ^{2})}}={\frac {ac-ad\varepsilon +cb\varepsilon -0}{c^{2}+0}}={\frac {ac+\varepsilon (cb-ad)}{c^{2}}}={\frac {a}{c}}+{\frac {cb-ad}{c^{2}}}\varepsilon .}
La divisione è definita per {\displaystyle c\neq 0}, per cui tutti i duali privi di parte reale non sono invertibili e i numeri duali non costituiscono un campo.

### Calcolo numerico delle derivate
L'unità immaginaria dei numeri duali ha proprietà analoghe agli infinitesimi utilizzati nell'analisi non standard, i cui quadrati hanno valore "quasi" nullo (più precisamente, sono infinitesimi di ordine superiore). Questa caratteristiche hanno interessanti applicazioni nella definizione dei polinomi su numeri duali: dato il polinomio {\displaystyle P(z)=\sum _{k=0}^{n}p_{k}z^{k}}, è possibile scrivere il suo sviluppo di Taylor, centrato nel punto {\displaystyle a+b\varepsilon }; questo sviluppo è troncato al secondo termine, in quanto tutti i termini successivi contengono potenze dell'unità immaginaria superiori a uno:
{\displaystyle P(a+b\varepsilon )=\sum _{k=0}^{\infty }P^{(k)}(a){\frac {(b\varepsilon )^{k}}{k!}}=P(a)+P^{\prime }(a)b\varepsilon }.
Dalla formula sopra segue che conoscendo il valore del polinomio in un determinato numero duale, è possibile conoscere il valore della derivata del polinomio, calcolato sulla parte reale. È anche possibile generalizzare questa formula utilizzandola per definire le funzioni trascendenti sui numeri duali:
{\displaystyle f(a+b\varepsilon )=f(a)+bf^{\prime }(a)\varepsilon }.

## Rappresentazioni

### Rappresentazione matriciale
I numeri duali sono identificabili con le matrici reali {\displaystyle 2\times 2} della forma:
{\displaystyle {\begin{pmatrix}a&b\\0&a\end{pmatrix}},}
che rappresenta il numero {\displaystyle a+b\varepsilon }.
In questo modo, le usuali operazioni di somma e prodotto tra matrici coincidono con la somma e il prodotto di numeri duali; l'elemento nilpotente è dato dalla matrice
{\displaystyle \varepsilon ={\begin{pmatrix}0&1\\0&0\end{pmatrix}}.}

### Rappresentazione polare
È possibile definire il modulo di un numero duale come:
{\textstyle |z|^{2}=zz^{*}=(a+\varepsilon b)(a-\varepsilon b)=a^{2}-\varepsilon ^{2}b^{2}=a^{2}}.
La circonferenza unitaria è allora costituita dalle rette di equazione {\displaystyle a=\pm 1}, mentre l'equivalente della formula di Eulero è:
{\displaystyle \exp(b\varepsilon )=1+\varepsilon b}.
Dato allora il numero {\displaystyle z=a+\varepsilon b}, se {\displaystyle a\neq 0} è possibile scomporlo come:
{\displaystyle z=a\left(1+{\frac {b}{a}}\varepsilon \right)}.
I due parametri {\displaystyle a} e {\displaystyle b/a} si possono considerare le coordinate polari del numero duale.

## Generalizzazioni
La costruzione eseguita può essere generalizzata a qualunque anello commutativo {\displaystyle A}: i numeri duali su {\displaystyle A} sono gli elementi dell'anello quoziente {\displaystyle A[X]/\left(X^{2}\right)}, dove {\displaystyle A[X]} è l'anello dei polinomi a coefficienti in {\displaystyle A} e {\displaystyle \left(X^{2}\right)} è l'ideale generato da {\displaystyle X^{2}}.
L'ideale {\displaystyle \left(X^{2}\right)} non è massimale , per cui l'anello dei duali non è mai un campo; l'inverso dell'elemento {\displaystyle a+b\varepsilon } è {\displaystyle a^{-1}-ba^{-2}\varepsilon }, ed è definito se {\displaystyle a} è una unità in {\displaystyle A}.

## Applicazioni

### Trasformazioni di Galileo
In cinematica, le trasformazioni di Galileo possono essere rappresentate mediante i numeri duali: dato il sistema di riferimento {\displaystyle O^{\prime }(x^{\prime },t^{\prime })}, che si muove con velocità relativa {\displaystyle v} rispetto al sistema di riferimento {\displaystyle O(x,t)}, la trasformazione delle coordinate tra i due sistemi è data dalla matrice del numero duale {\displaystyle 1+v\varepsilon }:
{\displaystyle (t^{\prime },x^{\prime })=(t,x){\begin{pmatrix}1&v\\0&1\end{pmatrix}}},
ovvero:
{\displaystyle \left\{{\begin{matrix}t^{\prime }&=&t\\x^{\prime }&=&vt+x.\end{matrix}}\right.}

### Superspazi in fisica
I numeri duali costituiscono un semplice esempio di superspazio, utilizzato da alcune teorie fisiche, quali la relatività generale e le teorie supersimmetriche, per descrivere la configurazione spaziale. Ad esempio, nella Supersimmetria la loro componente reale è detta direzione bosonica, quella immaginaria direzione fermionica. Quest'ultima deriva il proprio nome dai fermioni, particelle che obbediscono al principio di esclusione di Pauli: con uno scambio di coordinate, la loro funzione d'onda cambia di segno, e considerando entrambe le coordinate, la funzione d'onda si annulla. Questo comportamento può essere sintetizzato nelle proprietà dell'elemento nilpotente.